# Battista Sforza
Battista Sforza (Pesaro, gennaio 1446 – Gubbio, 7 luglio 1472) era figlia di Alessandro Sforza, signore di Pesaro, e della prima moglie Costanza da Varano.

## Il nome
Il nome di Battista deriva dalla bisnonna materna, Battista di Antonio da Montefeltro.

## Biografia
Nacque nel gennaio 1446 dal signore di Pesaro, Alessandro Sforza, e da Costanza di Piergentile da Varano, signore di Camerino. L'anno successivo alla morte di Costanza, il padre di Battista si risposerà con Sveva, figlia di Guidantonio da Montefeltro conte di Urbino (un matrimonio violentemente travagliato che finirà con la monacazione di Sveva nel 1457).
Battista Sforza sposò, l'8 febbraio del 1460 a Pesaro, il fratello della sua matrigna Federico da Montefeltro, conte di Urbino. Fu un matrimonio felice viste anche le spiccate doti culturali e di governo della giovanissima contessa, facente funzioni di vicario durante le numerose e lunghe assenze del marito. Battista si recò addirittura all'assedio di Fano nel 1463.
Morì, verosimilmente di polmonite acuta, a Gubbio il 7 luglio 1472, un anno prima del padre. Donna religiosissima (era anche terziaria francescana), volle essere sepolta nella fossa comune delle monache del monastero di santa Chiara di Urbino, vestita di un semplice saio. A tutt'oggi il luogo della sua effettiva sepoltura risulta ignoto.

## Discendenza
Dal matrimonio con Federico da Montefeltro nacquero:
- n.n., nata il 16 dicembre 1460 e morta nel febbraio 1461[5];
- Elisabetta[2] (Urbino, 1462-Venezia, 1521?), che sposò nel 1475 Roberto Malatesta signore di Rimini; rimasta vedova si ritirò nel convento di S. Chiara a Urbino col nome di Chiara;
- Giovanna[2] (Urbino, 1463-Urbino, 1513), che sposò nel 1474 Giovanni della Rovere, duca di Sora, Arce e Senigallia;
- Costanza[2] (Urbino, 1466-Napoli, 1518), che sposò nel 1483 Antonello Sanseverino, principe di Salerno e conte di Marsico;
- Agnese[2] (Gubbio, 1470-Roma, 1523), che sposò nel 1488 Fabrizio Colonna duca dei Marsi e di Paliano, conte di Tagliacozzo e Celano;
- Aura, della quale non si hanno notizie;
- Violante, della quale non si hanno notizie;
- Girolama, della quale si sa solo che morì l'11 luglio 1482[6].
- Guidobaldo (Gubbio, 1472-Fossombrone, 1508), duca di Urbino, che sposò nel 1489 Elisabetta Gonzaga.[2]

Durante il matrimonio furono presso la corte urbinate anche i seguenti figli naturali e legittimati del marito, che ella trattò sempre come suoi:
- Antonio[2] (Urbino, 1445 c. - Gubbio, 1508), conte di Cantiano e rettore di Sant'Agata Feltria dal 1482 al 1500, Luogotenente ed erede d'armi del padre Federico, che sposò nel 1475 Emilia Pio di Savoia, figlia del conte Marco II signore di Carpi e Sassuolo;
- Elisabetta[2] (Urbino, 1445-Roma, 1503), che sposò nel 1462 Roberto di San Severino conte di Caiazzo;
- Gentile[2] (Urbino, 1448-Genova 1513 o Pesaro 1529), che sposò nel 1463 Carlo Malatesta conte di Chiaruggiolo e, rimasta vedova, nel 1469 Agostino Fregoso, signore di Voltaggio;
- Bonconte (1442-1458).[2]

## Ascendenza
|                        |                       |                       | Genitori                  |  |  | Nonni |  |  | Bisnonni           |  |  | Trisnonni       |  |
|                        |                       |                       |                           |  |  |       |  |  | Giovanni Attendolo |  |  | Muzio Attendolo |  |
|                        |                       |                       |                           |  |  |       |  |  | Giovanni Attendolo |  |  | Muzio Attendolo |  |
|                        |                       | …                     |                           |  |  |       |  |  | Giovanni Attendolo |  |  |                 |  |
| Muzio Attendolo Sforza |                       |                       |                           |  |  |       |  |  | Giovanni Attendolo |  |  |                 |  |
|                        |                       | Elisa Petraccini      | …                         |  |  |       |  |  |                    |  |  |                 |  |
|                        |                       | Elisa Petraccini      | …                         |  |  |       |  |  |                    |  |  |                 |  |
|                        |                       | Elisa Petraccini      | …                         |  |  |       |  |  |                    |  |  |                 |  |
| Alessandro Sforza      |                       | Elisa Petraccini      |                           |  |  |       |  |  |                    |  |  |                 |  |
|                        |                       | ?                     | …                         |  |  |       |  |  |                    |  |  |                 |  |
|                        |                       | ?                     | …                         |  |  |       |  |  |                    |  |  |                 |  |
|                        |                       | ?                     | …                         |  |  |       |  |  |                    |  |  |                 |  |
| Lucia Terzani          |                       | ?                     |                           |  |  |       |  |  |                    |  |  |                 |  |
|                        |                       | ?                     | …                         |  |  |       |  |  |                    |  |  |                 |  |
|                        |                       | ?                     | …                         |  |  |       |  |  |                    |  |  |                 |  |
|                        |                       | ?                     | …                         |  |  |       |  |  |                    |  |  |                 |  |
| Battista Sforza        |                       | ?                     |                           |  |  |       |  |  |                    |  |  |                 |  |
|                        | Rodolfo III da Varano | Gentile III da Varano |                           |  |  |       |  |  |                    |  |  |                 |  |
|                        | Rodolfo III da Varano | Gentile III da Varano |                           |  |  |       |  |  |                    |  |  |                 |  |
|                        | Rodolfo III da Varano | Teodora Salimbeni     |                           |  |  |       |  |  |                    |  |  |                 |  |
| Piergentile da Varano  | Rodolfo III da Varano |                       |                           |  |  |       |  |  |                    |  |  |                 |  |
|                        |                       | Costanza Smeducci     | …                         |  |  |       |  |  |                    |  |  |                 |  |
|                        |                       | Costanza Smeducci     | …                         |  |  |       |  |  |                    |  |  |                 |  |
|                        |                       | Costanza Smeducci     | …                         |  |  |       |  |  |                    |  |  |                 |  |
| Costanza da Varano     |                       | Costanza Smeducci     |                           |  |  |       |  |  |                    |  |  |                 |  |
|                        |                       | Galeazzo Malatesta    | Malatesta IV Malatesta    |  |  |       |  |  |                    |  |  |                 |  |
|                        |                       | Galeazzo Malatesta    | Malatesta IV Malatesta    |  |  |       |  |  |                    |  |  |                 |  |
|                        |                       | Galeazzo Malatesta    | Elisabetta da Varano      |  |  |       |  |  |                    |  |  |                 |  |
| Elisabetta Malatesta   |                       | Galeazzo Malatesta    |                           |  |  |       |  |  |                    |  |  |                 |  |
|                        |                       | Battista Malatesta    | Antonio II da Montefeltro |  |  |       |  |  |                    |  |  |                 |  |
|                        |                       | Battista Malatesta    | Antonio II da Montefeltro |  |  |       |  |  |                    |  |  |                 |  |
|                        |                       | Battista Malatesta    | Teodora Gonzaga           |  |  |       |  |  |                    |  |  |                 |  |
|                        |                       | Battista Malatesta    |                           |  |  |       |  |  |                    |  |  |                 |  |